# Ubaldino Peruzzi
Ubaldino Peruzzi, född 2 april 1822 i Florens, död 9 september 1891 i Antella vid Florens, var en italiensk politiker.
Peruzzi började sin politiska bana 1848 som kommissarie från den toskanska regeringen till Wien. Hemkommen, befordrades han till gonfalonjär (borgmästare) i sin födelsestad, men avsattes 1850 för sina liberala tänkesätt, som emellertid skapat honom stor popularitet. År 1859 tillhörde han den provisoriska regeringen i Toscana, sändes efter freden i Villafranca di Verona i politiskt uppdrag till Paris och tog 1861 som representant för Florens säte i italienska parlamentet.
Peruzzi inkallades samma år av Camillo di Cavour i ministären som chef för de offentliga arbetena, bibehöll denna post i Bettino Ricasolis ministär till mars 1862 samt var december 1862 till september 1864 (under Luigi Carlo Farini och Marco Minghetti) inrikesminister. Den sistnämnda ministärens fall hade ej minst förorsakats av Turinbefolkningens harm över det Peruzzis inflytande tillskrivna beslutet att förlägga regeringens säte till Florens. Han verkade som borgmästare i Florens (1870–78) ivrigt för stadens modernisering och försköning med ganska väl iakttagen skonsamhet mot dess gamla historiska prägel. I deputeradekammaren var han ledare för den moderatliberala Toscanagruppen ("liberisterna"), vars avfall från Minghetti 1876 vållade maktens överflyttning från norditalienarna till den syditalienska vänstern under Agostino Depretis. Peruzzi blev 1890 senator.